# Rhynchochlora chlerogopsis
Rhynchochlora chlerogopsis is een vliesvleugelig insect uit de familie Halictidae. De wetenschappelijke naam van de soort is voor het eerst geldig gepubliceerd in 2007 door Engel.